# AOC Saint-Estèphe
Saint-Estèphe es una denominación de origen de la región vinícola de Burdeos. Le afecta principalmente el decreto de 23 de marzo de 1995 modificado en 1998. Se trata de un vino tinto proveniente de la comuna de Saint-Estèphe.
Las variedades autorizadas son: cabernet franc, cabernet sauvignon, carménère, merlot, malbec y petit verdot. Los vinos deben provenir de mostos que contengan un mínimo y antes de todo enriquecimiento o concentración de 178 gramos de azúcar natural por litro y presenten, después de la fermentación, un grado alcohólico mínimo de 10,5º. 
La producción no puede exceder de 45 hectolitros por hectárea de viña en producción. La producción media anual de esta denominación es de 70.000 hectolitros, y la superficie declarada la de 1.200 hectáreas. 
El reconocimiento del Saint-Estèphe como appellation d'origine contrôlée (AOC) data de 1936. A partir de 1973, es una denominación de origen protegida (PDO) ante la Unión Europea.